# Möttingen
Möttingen (Rieserisch: Meade) ist eine Gemeinde im schwäbischen Landkreis Donau-Ries.

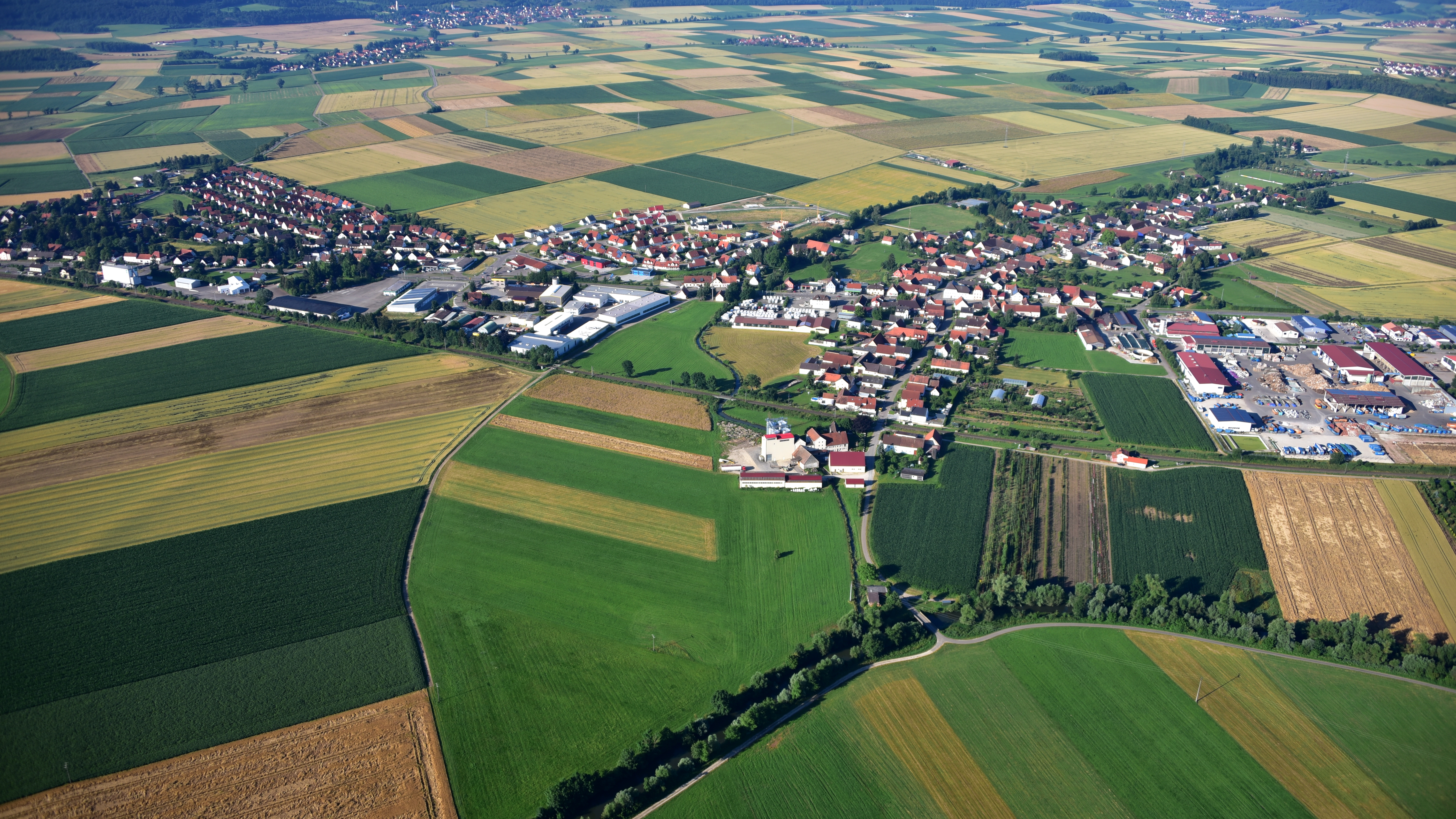
Möttingen, Luftaufnahme (2016)

## Geografie

### Lage
Der Ort Möttingen liegt in der Region Augsburg im durch Meteoriteneinschlag geformten Nördlinger Ries, etwa 7 km südöstlich von Nördlingen. Der Forellenbach fließt durch den Ort und mündet in die knapp nördlich verlaufende Eger.

### Gemeindegliederung
Es gibt acht Gemeindeteile (in Klammern ist der Siedlungstyp angegeben):
- Appetshofen (Pfarrdorf)
- Balgheim (Pfarrdorf)
- Betzenmühle (Einöde)
- Donismühle (Einöde)
- Enkingen (Kirchdorf)
- Kleinsorheim (Pfarrdorf)
- Lierheim (Dorf)
- Möttingen (Pfarrdorf)

Es gibt die Gemarkungen Appetshofen, Balgheim, Enkingen, Kleinsorheim und Möttingen.

## Geschichte

### Bis zur Gemeindegründung
Im 12. Jahrhundert hatten der örtliche Adel, die Grafen von Oettingen, die Edlen von Lierheim, die Klöster Kaisheim und Zimmern sowie die Herren von Woellwarth Grundbesitz im Ort. Im Jahre 1323 verkauften die Grafen von Oettingen ihren Besitz zusammen mit dem Vogtei- und dem Patronatsrecht dem Deutschen Orden. Die Deutschorden-Landkommende Ellingen teilte sich danach die Dorfherrschaft mit den Grafen Oettingen-Wallerstein, die weiter die Landeshoheit innehatten. Möttingen selbst war ein seit der Reformation protestantisches Pfarrdorf. Die Grafschaft Oettingen gehörte zum Schwäbischen Reichskreis, während die Deutschordensballei Franken zum Fränkischen Reichskreis gezählt wurde. Beide Rechtsträger des Ortes wurden 1805/06 mediatisiert. Mit der Rheinbundakte 1806 kam der Ort zum Königreich Bayern. Mit dem Gemeindeedikt von 1818 entstand die heutige politische Gemeinde.

### Eingemeindungen
Am 1. Januar 1975 ließen sich die Gemeinden Appetshofen, Enkingen und Kleinsorheim im Zuge der Gebietsreform freiwillig eingemeinden. Am 1. Mai 1978 kam die Gemeinde Balgheim hinzu.

### Einwohnerentwicklung
Zwischen 1988 und 2018 wuchs die Gemeinde von 2241 auf 2544 um 303 Einwohner bzw. um 13,5 %.
| Jahr      | 1840 | 1871 | 1900 | 1925 | 1939 | 1950 | 1961 | 1970 | 1987 | 1991 | 1995 | 2000 | 2005 | 2010 | 2015 | 2020 |
| Einwohner | 1911 | 1973 | 2054 | 2013 | 1965 | 2939 | 2303 | 2255 | 2249 | 2293 | 2367 | 2428 | 2546 | 2463 | 2474 | 2630 |

## Politik

### Bürgermeister und Gemeinderat
Dem Gemeinderat von Möttingen gehören seit der Kommunalwahl vom 16. März 2014 neben dem Ersten Bürgermeister 14 Ratsmitglieder an, darunter sind drei Frauen. Es sind keine Parteien vertreten. Es handelt sich um örtliche Wählergemeinschaften.
Bei der Kommunalwahl am 15. März 2020 wurde Timo Böllmann (Überparteiliche Wählergemeinschaft) mit 87,2 % (ohne Mitbewerber) zum neuen Bürgermeister gewählt. Er trat das Amt am 1. Mai 2020 an. Sein Vorgänger war vom 1. Mai 2008 bis 30. April 2020 Erwin Seiler (Dorfgemeinschaft/Wählergruppen/Wählergemeinschaft).
Dem Gemeinderat der Amtszeit 2020 bis 2026 gehören ausschließlich Vertreter örtlicher Wählergruppen an, darunter sind zwei Frauen:
- Überparteiliche Wählergemeinschaft Möttingen: 5 Sitze
- Dorfgemeinschaft Balgheim: 3 Sitze
- Dorfgemeinschaft Appetshofen-Lierheim: 3 Sitze
- Wählergruppe Kleinsorheim: 1 Sitz
- Wählergemeinschaft Enkingen: 2 Sitze

## Bau- und Bodendenkmäler

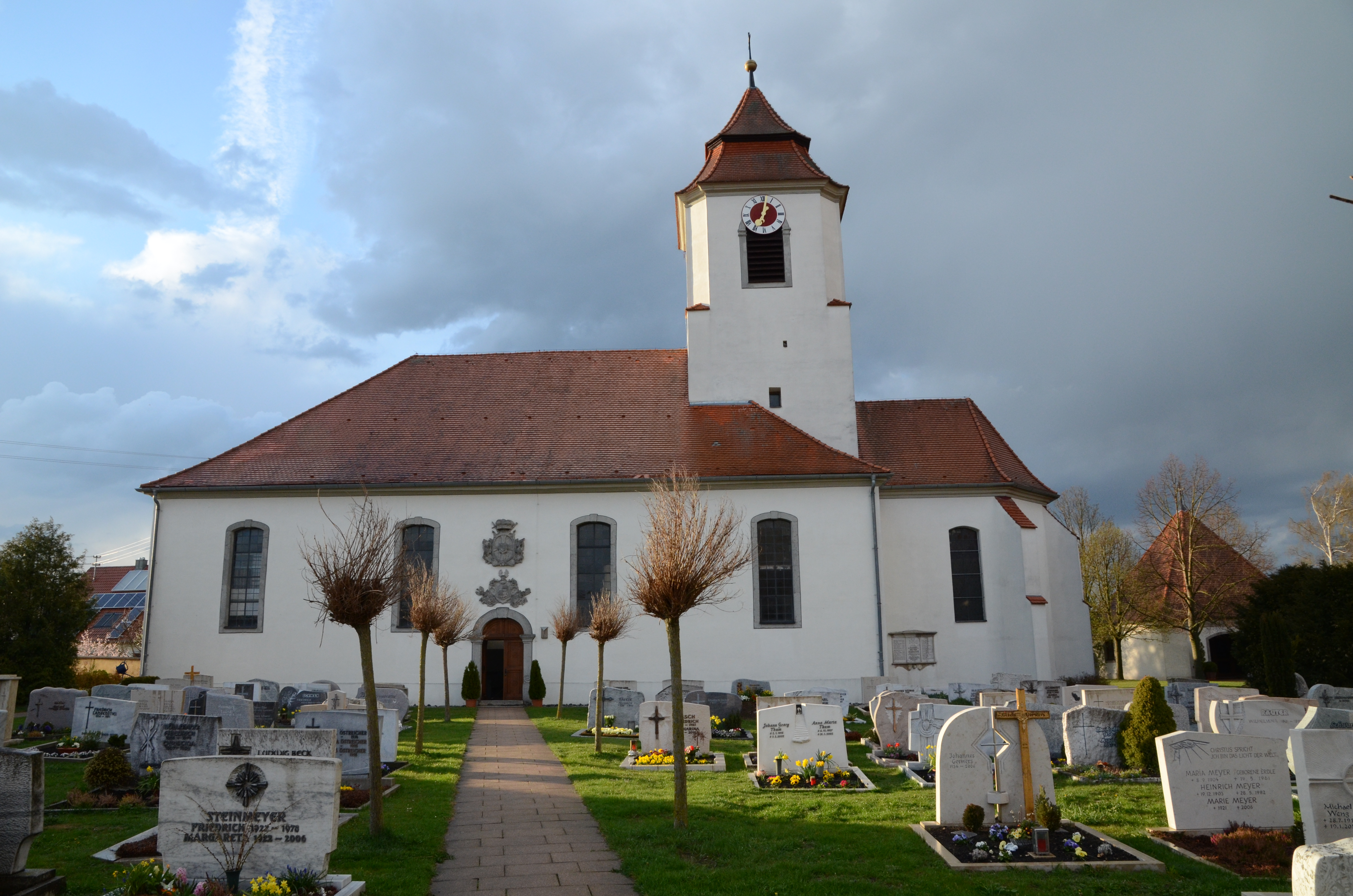
Evangelische Kirche St. Georg in Möttingen

### Gemeindefinanzen
Im Jahr 2011 betrugen die Gemeindesteuereinnahmen 1.718.000 €, davon waren 559.000 € (netto) Gewerbesteuereinnahmen.

### Wappen
| Wappen von Möttingen | Blasonierung: „Geteilt; oben in zwei Reihen Eisenhutfeh in Rot und Gold, unten in Silber ein schwarzes Tatzenkreuz.“ |
| Wappen von Möttingen | |

## Wirtschaft und Infrastruktur

### Wirtschaft
Im Jahre 2011 gab es nach der amtlichen Statistik im produzierenden Gewerbe 158 und im Bereich Handel und Verkehr 89 sozialversicherungspflichtig Beschäftigte am Arbeitsort. Sozialversicherungspflichtig Beschäftigte am Wohnort gab es 966. Im verarbeitenden Gewerbe gab es zwei, im Bauhauptgewerbe sieben Betriebe. Im Jahr 2010 bestanden zudem 92 landwirtschaftliche Betriebe mit einer landwirtschaftlich genutzten Fläche von insgesamt 2759 Hektar, davon waren 2312 ha Ackerfläche und 439 ha Dauergrünfläche.

### Verkehr
Durch Möttingen führt die Bundesstraße 25 von Nördlingen nach Donauwörth. Die Staatsstraße 2221 und die Kreisstraßen DON 10 und DON 11 gehen innerorts davon ab.
Die Bahnstrecke Augsburg–Nördlingen mit eigenem Haltepunkt verläuft nördlich angrenzend.

### Bildung
Im Jahr 2012 gab es drei Kindergärten mit 110 Plätzen und insgesamt 81 betreuten Kindern sowie eine Volksschule zur sonderpädagogischen Förderung mit 96 Schülern, die von 15 Lehrkräften unterrichtet wurden.